# 9991 Anezka
Anezka (asteróide 9991) é um asteróide da cintura principal, a 2,7081422 UA. Possui uma excentricidade de 0,1552866 e um período orbital de 2 096,71 dias (5,74 anos).
Anezka tem uma velocidade orbital média de 16,63457424 km/s e uma inclinação de 2,17792º.
Este asteróide foi descoberto em 5 de Outubro de 1997 por Klet.